# 江口街道 (池州市)
江口街道，是中华人民共和国安徽省池州市贵池区下辖的一个乡镇级行政单位。

## 行政区划
1999至2012年，江口街道下辖以下地区：
大兴村、永兴村、江口村、三范村、查村和同义村。
2012年5月，锦绣苑社区从三范村析出，街道办事处从三范村搬往此处至今。
2017年11月，撤销江口村、三范村委会，设立江口社区、三范社区居委会。
2018年2月，余下各村委会撤销，改设居委会；撤销永兴村，设立永兴社区、大兴社区居委会。